# 代日

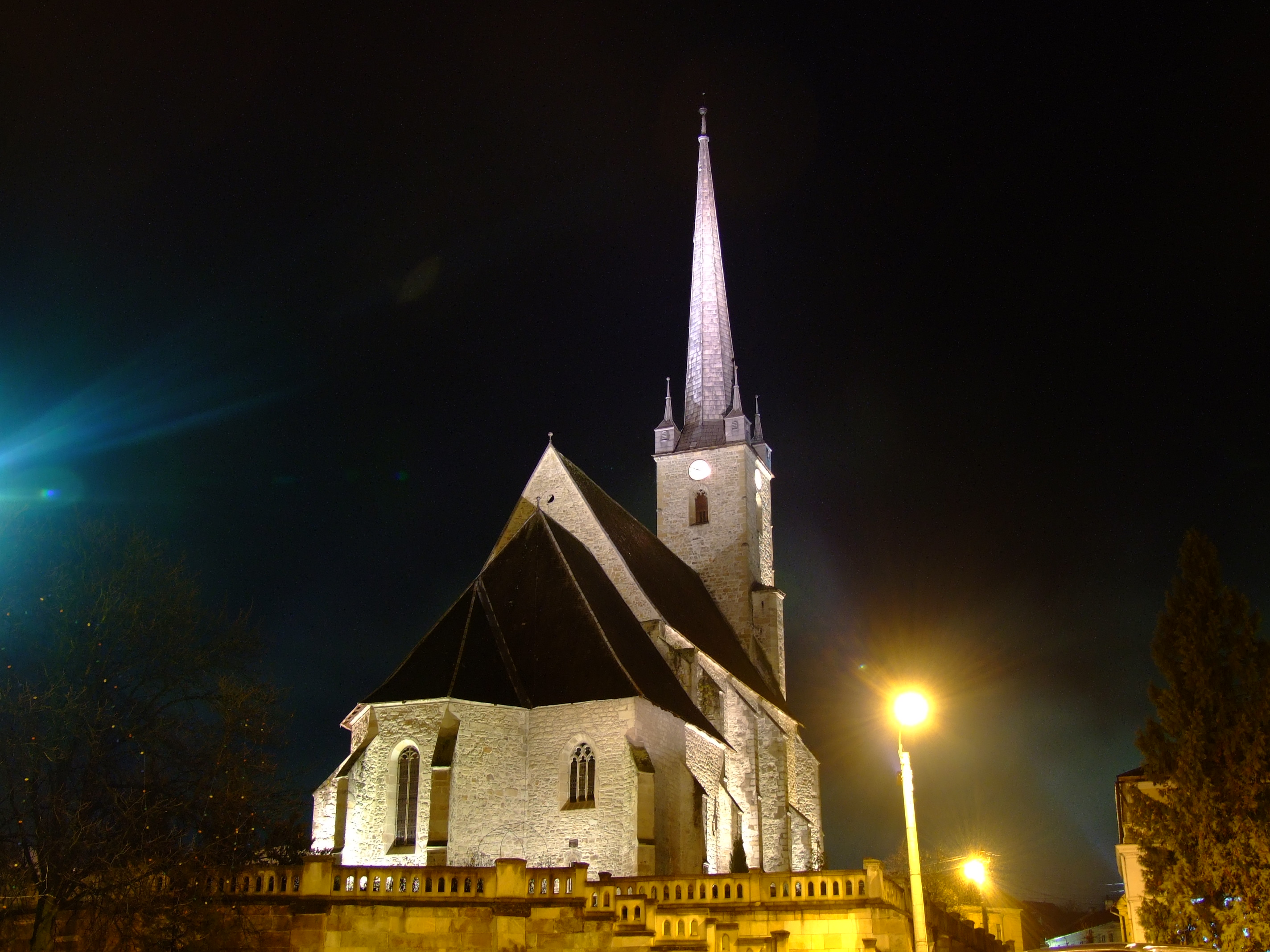

代日（羅馬尼亞語：Dej，羅馬尼亞語發音：[deʒ]）是羅馬尼亞的城市，位於該國西部，距離首府克盧日-納波卡60公里，由克魯日縣負責管轄，面積109.12平方公里，海拔高度285米，2009年人口38,610。

## 友好城市
- 法國 博韦